# Judelin Bedoite
Judelin Bedoite, natif d'Haïti et résident en France depuis 2018, est le Fondateur de Safety Promo,.

## Biographie
Né à Jacmel le 10 décembre 1992, Judelin Bedoite est un promoteur de la culture haïtienne. Son aventure dans la promotion de la musique haïtienne a réellement commencé en 2014 avec Bélo et s'est poursuivie avec d'autres artistes haïtiens et internationaux comme Rutshelle Guillaume, Erol Josue, Jean Jean Roosevelt, Romeomania, Jowee Omicil, Ted Beaubrun, Paul Beaubrun, Christopher Freedom Laroche, et Wesli. Il a fondé Safety Promo avec l'ambition de devenir incontournable dans le marketing digital. Ayant travaillé en conséquence, il gagne considérablement en notoriété dans le secteur artistique et médiatique haïtien.
En décembre 2017, pour son travail dans le milieu artistique haïtien, il a été récompensé  lors de la cérémonie Vibe Atis Honors. Nommé en 2019 pour le Prix de l'initiative Numérique Culture, Communication, Médias organisé par le groupe Audiens, il finit deuxième lauréat.
Entre autres formations, Judelin est certifié du programme marketing digital conçu par Google,.